# St. George (South Carolina)
St. George is een plaats (town) in de Amerikaanse staat South Carolina, en valt bestuurlijk gezien onder Dorchester County.

## Demografie
Bij de volkstelling in 2000 werd het aantal inwoners vastgesteld op 2092.

## Geografie
Volgens het United States Census Bureau beslaat de plaats een oppervlakte van
6,9 km², geheel bestaande uit land.

## Plaatsen in de nabije omgeving
De onderstaande figuur toont nabijgelegen plaatsen in een straal van 24 km rond St. George.